# Archicofradía de la Corte de María
La Archicofradía de la Corte de María es una cofradía de culto católico establecida en la localidad de Liria, Valencia que venera la imagen de la Inmaculada Concepción, de la que toma su nombre popular.
La particular devoción a su imagen titular, la Inmaculada Concepción de María, que recibe entre sus fieles y devotos el sobrenombre de la Purísima, ha hecho que cada año cientos de personas participen de las fiestas que se celebran en su honor en el mes de agosto/septiembre y de los diferentes actos a lo largo del año.

## Historia

### sigloXVIII: Orígenes
En 1665 nace en la Iglesia-Parroquia Madre de Liria la Cofradía de la Purísima. Debido a la normativa de aquella época, no podía existir más de una Cofradía de la Purísima en cada pueblo, por lo que fundan en la Iglesia de San Francisco de Asís (Liria) la Congregación de Doncellas de la Purísima Concepción, en 1736 de la mano de los padres franciscanos. Como su nombre indica, dicha congregación estaba compuesta exclusivamente por doncellas, así como la Cofradía estaba compuesta solamente por hombres; de manera que todo el pueblo devoto de Liria, tanto hombres como mujeres, de una manera o de otra, se sienten bajo la protección amorosa de María, en el misterio de su Inmaculada Concepción.
La Congregación de Doncellas de la Purísima Concepción alcanza tanta pujanza que precisa de unas normas de gobierno para su feliz desarrollo, por lo que se redactan unos Estatutos propios que son aprobados el 11 de enero de 1738 por los padres Fray Francisco Soler, Guardián del Convento, Fray Francisco García, Predicador Conventual y Fray Vicente Ortí, Discreto.

### sigloXIX: De Congregación de doncellas de la Purísima a la Corte de María
La primera mitad del siglo XIX fue muy dura para la órdenes religiosas en España. A comienzos de la segunda década, los franciscanos de Liria, como los de otros muchos pueblos, tienen que abandonar temporalmente su convento por la invasión de los franceses (1811-1813); igualmente en el segundo período constitucional (1822-1823); abandonándolo definitivamente en el año 1835 por la exclaustración de Mendizábal. Estas ausencias de los franciscanos de Liria, junto con los vaivenes políticos que sufría España, repercutieron de forma negativa en las órdenes religiosas en general, y en las obras y asociaciones religiosas que los franciscanos promovieron y apoyaron en particular. 
Aunque exclaustrados, quedaron en Liria algunos franciscanos adscritos al clero parroquial, dejando su impronta en el pueblo. Entre ellos cabe destacar a Fray Antonio Albarracín Enguídanos, conocido como “El Pare Antoni”, franciscano hijo de Liria, quien quedó encargado de la Tercera Orden Franciscana y autor de la gran actividad y afición musical de esta ciudad, ya que se le atribuye la fundación de la “Música Vieja” hoy, Banda Primitiva. Fue visitador de la Tercera Orden Franciscana Seglar, cargo éste que desempeñó al menos durante veinticinco años, o sea desde 1847, fecha en la que se integra en el clero local, hasta su muerte en 1871 a los 65 años.
Debido a los vaivenes sociopolíticos que vivía la sociedad, y por la inseguridad reinante en aquella época, uno de los compromisos que tenían las afiliadas a la Congregación de Doncellas de la Purísima Concepción era hacer guardia de honor, o “vela”, ante la imagen de la Purísima del convento de San Francisco. Los turnos de “vela” eran comunicados por las celadoras, con unas cédulas que se repartían a domicilio, en las que se comunicaba la hora que correspondía a cada cual. Esta “Guardia de Honor”, por extensión, vino en denominarse comitiva, séquito o “Corte de María”. Esto se vio propiciado por el fomento y el respaldo que los Prelados de la Santa Iglesia dan a las Archicofradías de la Purísima y otras asociaciones marianas que pululan por toda España. Así quedará definitivamente constituida la Archicofradía de la Corte de María que felizmente pervive hoy en la Parroquia de San Francisco de Asís de Liria, cuyo centro espiritual sigue siendo la iglesia del antiguo convento de San Francisco.

### sigloXX: Periodo anterior a la Guerra Civil

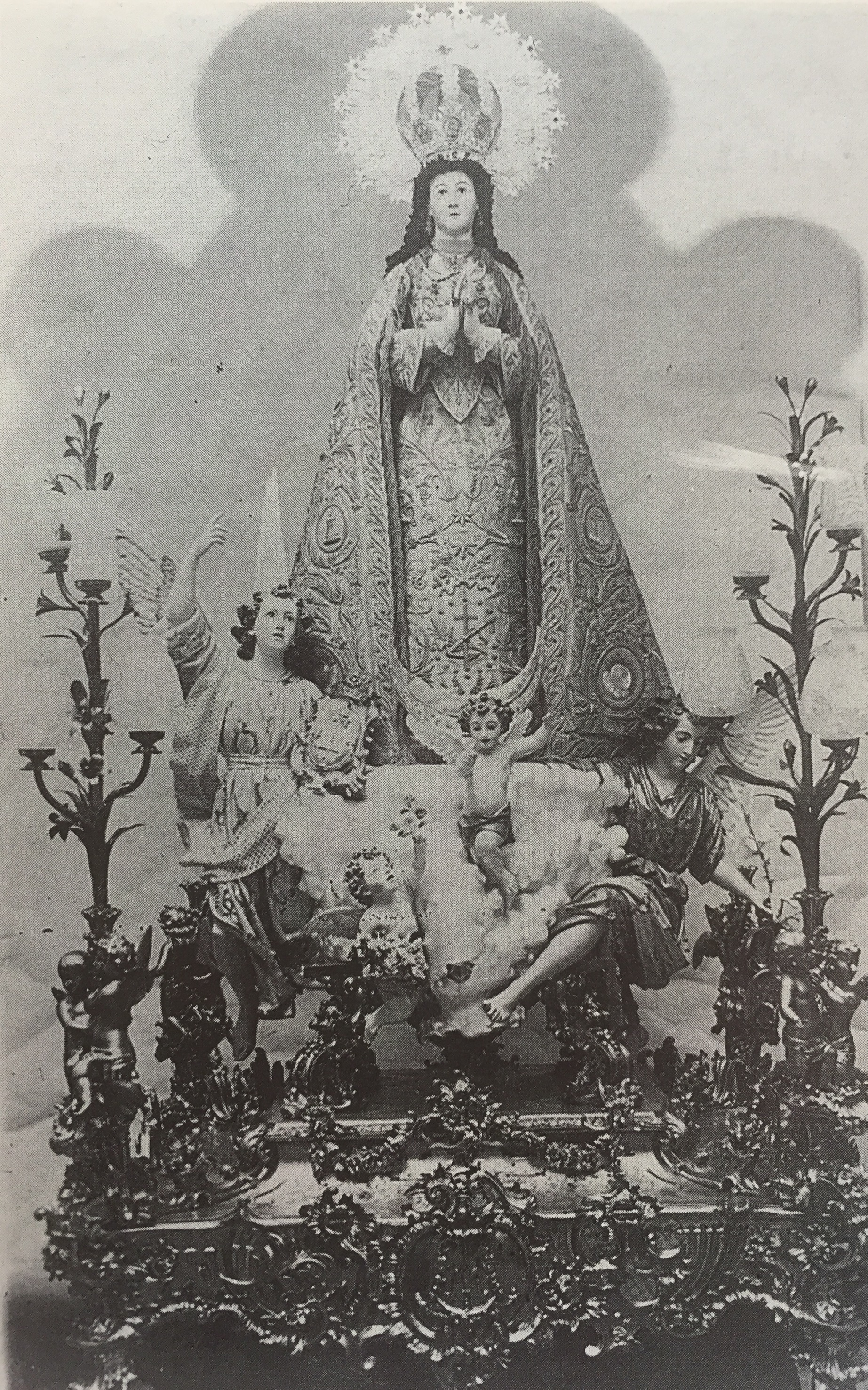
Imagen de la Virgen en los años 20

En el Año del Señor de 1900, el M.I. Ayuntamiento de la ciudad se disponía a celebrar por todo lo alto el Quinto Centenario de la Fundación del Real Monasterio de San Miguel Arcángel (copatrón de la ciudad de Liria), y la Archicofradía de la Corte de María fue invitada a unirse a las celebraciones.
La imagen de la Purísima de la “Corte de María” era tan esbelta y su anda tan majestuosa, que cada vez que salía de la iglesia para las procesiones había que quitarle la corona a la Virgen, ya que no cabía por la puerta de la iglesia, colocándola de nuevo sobre la cabeza de la imagen una vez la Virgen salía a la calle, repitiendo la misma operación a la inversa, al llegar otra vez a la iglesia. Y esto, un año y otro año. Acto tan anómalo, simbólica y sentimentalmente humillante, rompía el corazón de sus “cortesanos”, por lo que con motivo de la celebración del Quinto Centenario de la Fundación del Real Monasterio de San Miguel Arcángel se consiguió ampliar la puerta de la iglesia del antiguo convento de San Francisco, para que la Santa Madre y Reina saliera y entrara en su casa como toda reina lo debe hacer: coronada.
Pero quienes regían los destinos de la Corte de María, acariciaban además un ambicioso y costosísimo proyecto. Se trataba, ni más ni menos, de construir una amplia y hermosa capilla para la Purísima, que hiciera las veces de relicario de las maravillas hasta entonces realizadas, ya que hasta entonces la Virgen reposaba en un simple altar en el crucero izquierdo de la iglesia. En el Año del Señor de 1912, todo estaba ya dispuesto para comenzar ese gran proyecto de construcción y el barrio entero del Raval entero (donde se encuentra la Iglesia de San Francisco de Asís, consciente de la magnitud de la obra, se preparaba para contribuir a la misma, de acuerdo con las posibilidades de cada uno. Para tal obra se contó con los servicios del arquitecto franciscano Fray Maseo Company Alfonso, natural de Moncada, el cual se había ganado fama de buen maestro constructor en numerosas obras que había dejado en la región: conventos, iglesias y edificios de importancia.
En septiembre de 1924, se derribó el grueso muro que separaba la nueva obra del primitivo templo y, con ello, aquel altar del crucero izquierdo en el que durante tantos lustros se veneró a la Purísima, dando acceso a una amplia y luminosa Capilla, en estilo neobarroco, santuario y trono de la Purísima de la Archicofradía de la Corte de María, que quedaba incorporada al resto de lo que años atrás era la iglesia conventual de los Padres Franciscanos.

### sigloXX: 1936-1939, Guerra Civil
Tanto la iglesia de San Francisco, como la Capilla de la Purísima fueron salvajemente profanadas por las milicias republicanas. La Corte de María quedó disuelta y perdido todo su patrimonio. Fueron quemadas tanto la imagen de la Purísima Concepción, como unas hermosísimas andas.

### sigloXX: La posguerra
Aunque se sabe que se celebraron actos marianos y se llevaron a cabo algunas fiestas, no existe constancia gráfica de ello hasta el año 1948 en el que el 1 de febrero, se reanuda al Libro de Actas de la Archicofradía.
Una de las grandes mermas de la nación en aquella época era la falta de clero, lo que se percibía sensiblemente en las actividades apostólicas y en el desenvolvimiento de las asociaciones piadosas. No fueron ajenas a esta situación ni la Iglesia de San Francisco de Asís, ni la Archicofradía de la Corte de María, por más empeño que puso la Junta Directiva en su organización.
En el ánimo de los habitantes del Raval, estaba el anhelo de erigir una nueva parroquia en el enclave de la Iglesia del ex-convento de San Francisco. Es en una visita pastoral en enero de 1952, cuando se redacta un documento en el que se expone y suplica razonadamente la conveniencia y necesidad de erigir una nueva parroquia, con centro espiritual y cultural en la Iglesia de San Francisco de Asís y con este nombre.
Felizmente los deseos y súplicas de pueblo y Junta Directiva alcanzaron cumplida realidad. Por decreto del Excmo. y Rvdmo. Sr. Arzobispo de Valencia  Don Marcelino Olaechea, de 29 de diciembre de 1953, quedaba canónicamente erigida la Parroquia de San Francisco de Asís, tomando posesión de la misma el primer Cura Ecónomo D. Julio Alcaraz Domínguez, el 19 de febrero de 1954, con la solemnidad que requería el hecho y el gozo desbordante de su feligresía.
Como es natural, no pudo tener mejor comienzo aquel año 1954. A la solemnidad de Centenario de la declaración del Dogma de Fe de la Inmaculada Concepción, se unía la alegría de una nueva comunidad parroquial, envuelta en el ambiente de mía arraigada devoción mariana-inmaculista.
Al igual que el Ave Fénix, la Archicofradía resurgió de sus cenizas y consigue, poco a poco, reorganizarse. El templo y la capilla fueron recuperando su fisonomía y se reanuda el culto.

### Año 1998: Coronación Canónica de la Purísima
Capítulo aparte merece este acontecimiento. Si bien no es la patrona de la ciudad, la Virgen María en el misterio de su Concepción Purísima goza en Liria de una amplia veneración. En 1998 se celebró la coronación canónica de la Purísima, sucediéndose numerosas celebraciones y actos durante todo el mes de agosto de aquel año, especialmente con numerosas salidas procesionales en el barrio del Raval en las que la imagen pernoctaba en diferentes casas de vecinos del barrio, acercando de esta manera a la Virgen a los rincones de la ciudad por los cuales no pasa la procesión
El 22 de agosto de 1998 Monseñor Jesús Murgui Soriano, Obispo Auxiliar de la Archidiócesis de Valencia, realizó el pregón. El 29 de agosto, día de la coronación, comenzó con un volteo general de campanas a las 12 horas. Por la tarde, tuvo lugar la ofrenda de flores, acompañadas por la música de las dos bandas de la población y otras que se unieron para la ocasión. Cerca de 3.500 edetanos se congregaron para la coronación solemne de la Purísima que presidió el Sr. Arzobispo Monseñor Agustín García-Gasco en el patio de San Francisco, preparado para la ocasión. Asimismo, la Banda Primitiva estuvo presente en los actos celebrados y dos compositores estrenaron obras: el Himno de la Coronación, de Juan Vicente Mas Quiles y Tota Pulchra, de Josep Alamà, una marcha para la procesión.
La coronación de la Purísima coincidió además con la celebración del cincuenta aniversario de la Sagrada Imagen (la anterior fue destrozada por el fuego durante la guerra civil), la cual había sido construida en 1948. Con ocasión de tan importantes celebraciones, la Archicofradía había restaurado el manto.

## Salida Procesional

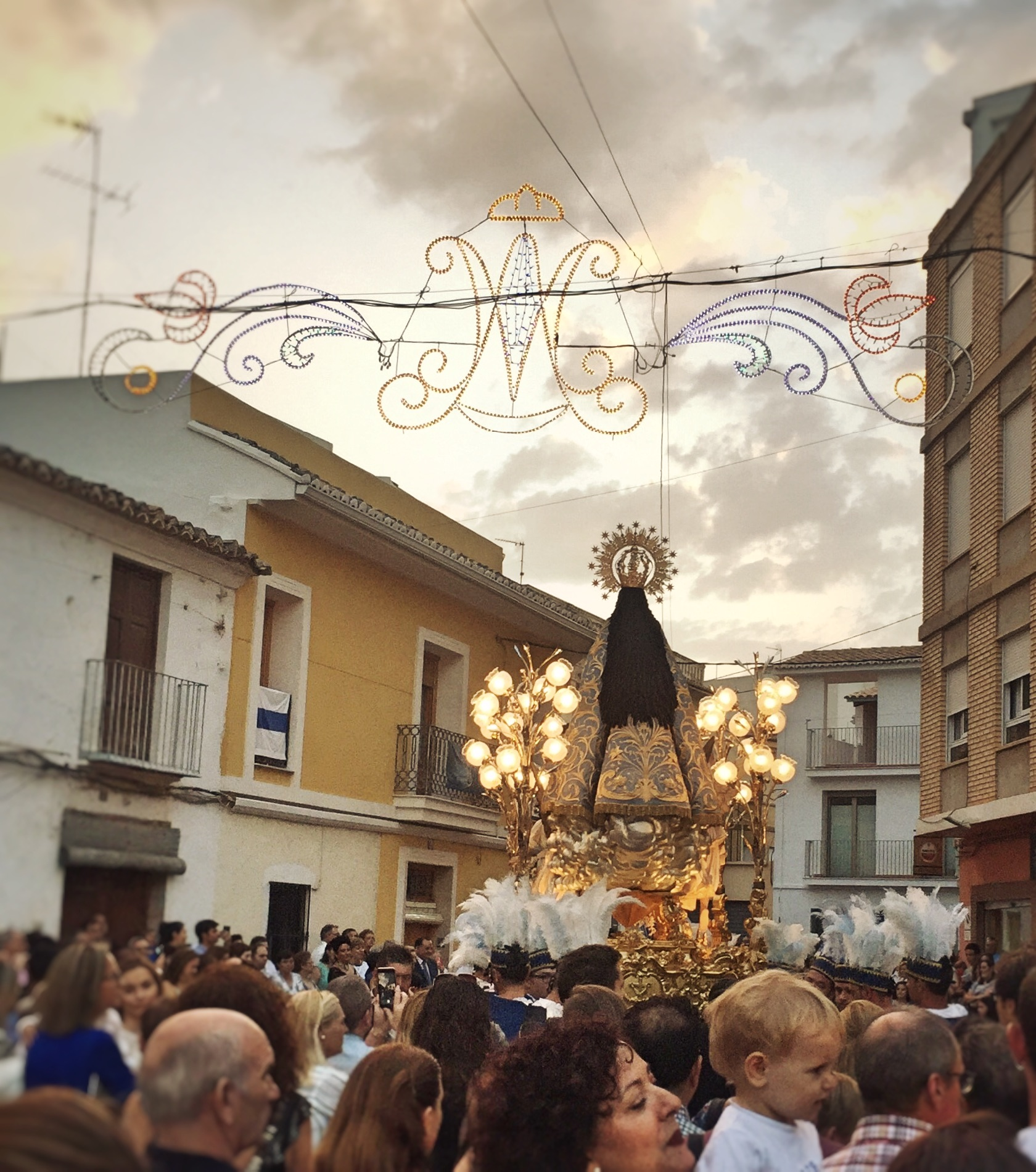
Salida de la procesión

Desde la mencionada sede canónica en la Iglesia de San Francisco de Asís, parte anualmente la procesión por las calles de la ciudad el último domingo de agosto o el primero de septiembre (según años). La procesión es el momento álgido de las fiestas en honor a la Purísima, en la que miles de devotos acompañan a la Madre de Dios por las calles de la ciudad de Liria.

## Junta directiva de la Corte de María
La junta está formada por:
- El presidente
- El secretario general
- El vicesecretario
- El tesorero
- Nueve vocales[6]

## Himnos y canciones a la Purísima
- Tota Pulchra: Himno popular de la Archicofradía que se canta en los momentos más solemnes.

- Salve Regina: Cantado tradicionalmente el último sábado de agosto, día de la misa popular en la calle después de la ofrenda de flores durante las fiestas en su honor.

- Yo tengo una madre, se llama María: Cantada tradicionalmente al finalizar la Misa de Infantes el penúltimo domingo de agosto, durante las fiestas en su honor.

- Salve, Madre

- Tomad Virgen Pura

- ¡Qué hermosa sois!, oh Madre Inmaculada

## Museo de la Corte de María

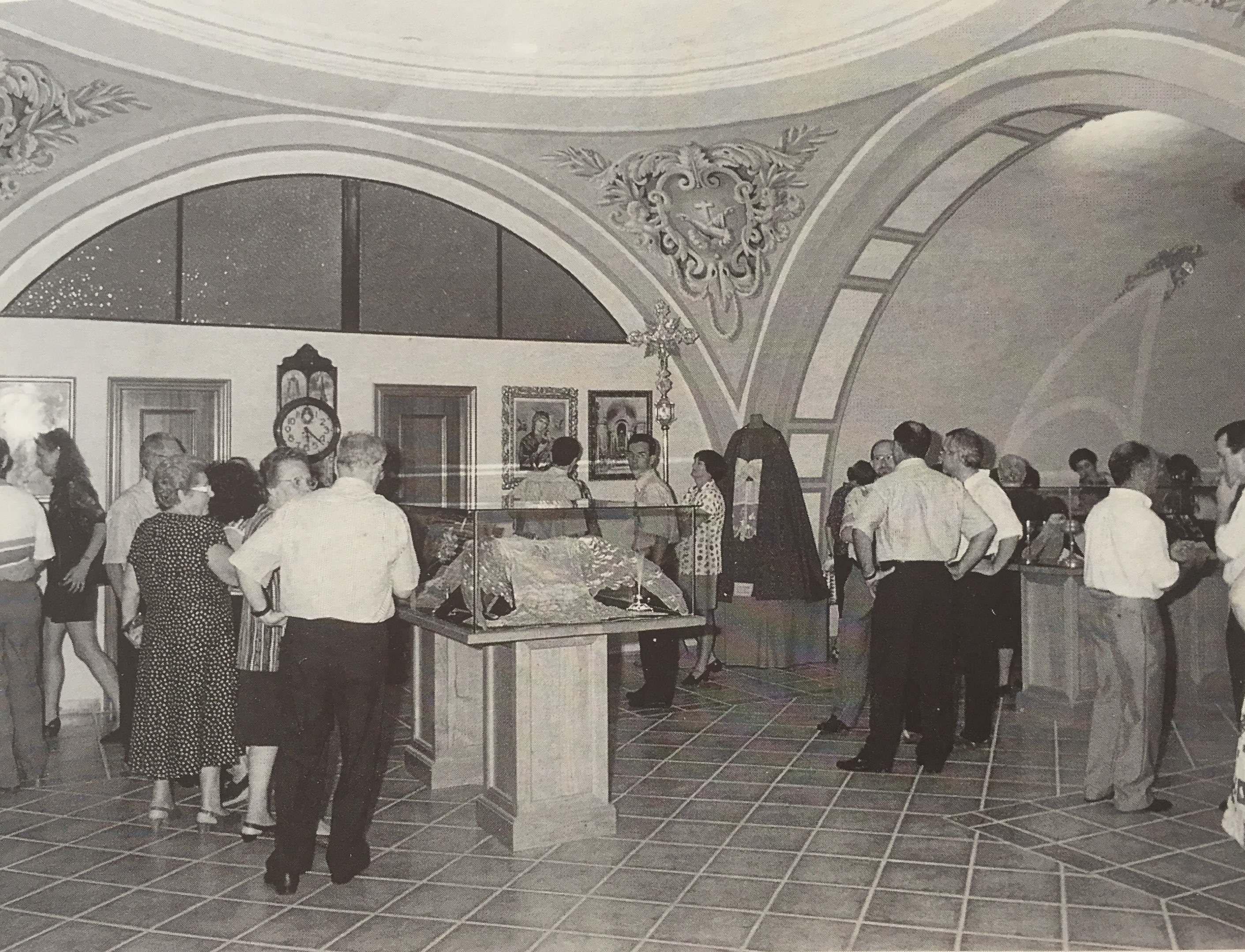
Inauguración del Museo de la Corte de María. Año 1995

Contiene material referente a la existencia en Liria de los padres franciscanos ya que se creó la actual parroquia en el mismo convento de dichos frailes, debido a la exclaustración de Mendizábal, en el año 1837.
Ellos fueron los pioneros en el año 1664 de la Fundación de la Archicofradía, y el museo ha conseguido reunir numerosos enseres de la veneración que se tiene en la archicofradía a la Purísima Concepción: Libros, fotografías, mantos de la Virgen, documentación, etc.
Para visitar el museo hay que concertar visita previa, pero normalmente el museo celebra su jornada de puertas abiertas con motivo de la celebración del día de la Purísima, el 8 de diciembre.